# باندا (شخصية تيكن)
باندا (باليابانية: パンダ، بالروماجي: Panda)، عاشت في رعاية مدرسة لينغ شاويو. للمشاركة في البطولة، انتقلت شاويو إلى مدرسة ميشيما للفنون التطبيقية في اليابان. علم هيهاتشي باندا «قتال الدببة المتقدم» من أجل أن تعمل حارساً شخصياً لشاويو خلال البطولة. بالرغم من أن كوما مغرم بباندا، إلا أن باندا تكرهه وتبقيه بعيداً عنها. في بادئتها، ذكر أن باندا تحمي شاويو كأنها حارسها الشخصي وتحس بقلقها. في خاتمتها في تيكن 4، سلمت باندا التحكم في ميشيما زابياتسو إلى شاويو وأرسلتها شاويو إلى حلبة المنافسة على البطولة. ووضحت لشاويو أن عليها أن تبحث عن جين كازاما بمفردها. بعد انتهاء بطولة ملك القبضة الحديدية الرابعة، أحست شاويو بالإحباط. فكرت باندا كثيراً وبشدة عن كيفية إمكانها أن تجعل شاويو سعيدة. قررت باندا أن الحل الأفضل هو العثور على جين كازاما. بحثت باندا عن جين، لكنها لم تقدر على العثور عليه. في أحد الأيام، أتت شاويو إلى باندا متحمسة، «باندا، لقد قررت دخول بطولة ملك القبضة الحديدية الخامسة، وأحتاج منك المساعدة مرة أخرى». لم تفهم باندا بالضبط ما السبب في اشتراك شاويو بالبطولة، لكنها قررت أن تساعدها إن كان ذلك سيجعلها سعيدة. ارتاحت باندا عندما علمت أن هيهاتشي ميشيما لم يمت بالفعل، لكن راحتها القصيرة - مضت بعد إعلان بدء بطولة ملك القبضة الحديدية السادسة المفاجئ.

## وصلات خارجية
- تيكن ويكي
- تيكنبيديا الإنجليزية